# ゾーイの秘密アプリ
『ゾーイの秘密アプリ』（ゾーイのひみつアプリ、原題：Zapped）は、ディズニー・チャンネル・オリジナル・ムービーの映画。全米公開は2014年6月27日。日本での放送は2014年8月26日。

## ストーリー
親同士の結婚によって、新しい家族と共に過ごし、新しい学校に転校する事になったゾーイ。そして、今までと違いすぎる生活に嫌気が差す。そんなある日、ゾーイのスマートフォンが水没してしまう。すると、犬に言うことを聞かせるアプリを使うと周りの男子が言うことを聞く様になってしまう。そこで、周りの男子に次々と言うことを聞かせるが、理想どおりのはずなのに問題ばかり起きてしまう。そこで、ゾーイは様々な事を学んでいく。

## キャスト
※括弧内は日本語吹替
ゾーイ - ゼンデイヤ（真壁かずみ）
主人公。親同士の結婚によって、新しい家族と共に過ごす事になる。
ジャクソン - スペンサー・ボールドマン（山口孝史）
ゾーイや、テイラーが憧れる男子。
レイチェル - シャネル・ペロソー（佐藤利奈）
ゾーイの親友。アプリの効果の事を知っている。
テイラー - エミリア・マッカーシー（たなか久美）
ダンスクラブの部長の傲慢な女子。ジャクソンとゾーイが仲良くしていると思い込み、ゾーイの事をライバルと思う。
アダム - アダム・ディマルコ（石田彰）
ゾーイの義理の兄妹の一人。バスケットボールが得意。
- その他の声の吹き替え：長澤菜教、種市桃子、藤田奈央、祐仙勇、金光宣明、品田美穂、今井詩子、朝比奈拓見、霧生晃司、畠中祐

## 日本語版制作スタッフ
- 翻訳：藤江さお里
- 演出：工藤美樹
- 録音制作：HALF H・P STUDIO

## 挿入歌
- Too Much - Zendaya
- Go For It - Renald Francoeur
- The Way You Move - Renald Francoeur